# Данія на літніх Олімпійських іграх 2008
Данія на літніх Олімпійських іграх у Пекіні була представлена 85 спортсменами в 16 видах спорту.

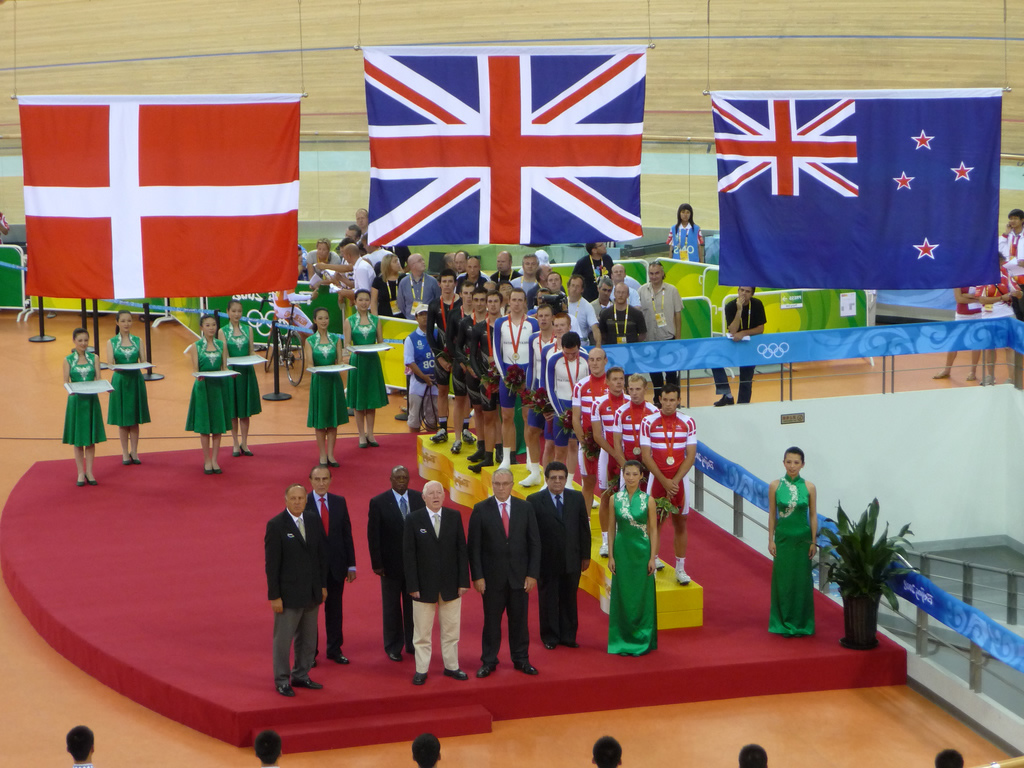
Нагородження чоловіків у командному переслідуванні у велокомплексі Лошань